# Tim Kämpeberg
Tim Kämpeberg, född 31 mars 1998, är en svensk professionell ishockeyspelare (vänsterforward) som spelar för Tyresö/Hanviken i Hockeyettan.
Säsongen 2017-2018 spelade han tre matcher för Luleå HF i Svenska Hockeyligan.

## Extern länk
- Presentation och statistik för Tim Kämpeberg som spelare  på Elite Prospects.